# Сохин, Феликс Алексеевич
Феликс Алексеевич Сохин (1928—1989) — советский учёный, психолог и лингвист, кандидат педагогических наук.
Специалист в области теории усвоения языка в дошкольном детстве, создатель концепции лингвистического развития ребёнка; автор многих научных работ, включая монографии и учебные пособия.

## Биография
Родился 31 января 1928 года.
В 1946—1951 годах учился в Московском государственном университете им. М. В. Ломоносова, окончив отделение психологии философского факультета. Затем продолжил обучение в аспирантуре университета (1951—1954 годы) и в 1955 году защитил кандидатскую диссертацию по психологии «Начальные этапы овладения ребёнком грамматическим строем языка», выполненную под руководством С. Л. Рубинштейна.
Профессиональную деятельность Феликс Сохин начал в качестве преподавателя психологии в Московском государственном педагогическом институте иностранных языков (МГПИ, ныне Московский государственный лингвистический университет), где работал с 1951—1957 год. Затем в 1957—1961 годах трудился научным сотрудником сектора психологии Института философии Академии наук СССР. С 1961 года вся дальнейшая деятельность Ф. А. Сохина была связана с Институтом дошкольного воспитания Академии педагогических РСФСР (с 1968 года — АПН СССР). Здесь он занимал должности ученого секретаря института (1961—1968); заведующего лабораторией подготовки детей к школе (1968—1972), а затем, до конца жизни — заведующего лабораторией развития детской речи.
Основные теоретические положения, разработанные Феликсом Сохиным, нашли отражение в его научных и научно-методических публикациях, в числе которых книги: «Развитие речи детей дошкольного возраста» (1978, 1980, 1984); «Умственное воспитание детей дошкольного возраста» (1984); «Методика обучения русскому языку в национальном детском саду» (1985).
В 1989 году Сохин подготовил докторскую диссертацию на тему «Психолого-педагогические основы развития речи детей дошкольного возраста», которую не успел защитить. В качестве одноимённой монографии эта работа была опубликована после его смерти.
Умер в 1989 году в Москве.
Награждён орденом «Знак Почета» (1981), знаком «Отличник просвещения СССР» (1986) и медалями.